# Sergio Carreira Vilariño
Sergio Carreira Vilariño (nascut el 13 d'octubre de 2000) és un futbolista gallec que juga com a lateral dret al Celta de Vigo.

## Carrera de club
Carreira va néixer a Vigo, Galícia, i es va incorporar al planter del RC Celta de Vigo el 2012, procedent del Coruxo FC ; davanter, es va convertir en lateral dret durant la seva formació. Va debutar com a sènior amb les reserves el 25 de novembre de 2018, entrant com a substitut de Jacobo a la segona meitat en una derrota a Segona Divisió B per 0-2 contra l'Internacional de Madrid.
Carreira va debutar amb el seu primer equip i la Lliga el 17 d'octubre de 2020, començant com a titular en una derrota a casa per 0-2 contra l'Atlètic de Madrid. Va marcar el seu primer gol a la categoria nou dies després, aconseguint l'empat en un empat 1-1 fora de casa contra el Levante UD.
El 20 de juliol de 2021, Carreira va renovar el seu contracte amb els celestes fins al 2025, i va ser cedit al CD Mirandés de Segona Divisió per a la temporada. El 6 d'agost de l'any següent, també va passar a l'equip de lliga Vilarreal CF B amb un contracte temporal.
L'1 de setembre de 2023, Carreira es va incorporar a l'Elx CF de segona divisió cedit per a la campanya 2023-24.